# この街のどこかに
「この街のどこかに」（このまちのどこかに）は、日本の音楽グループであるTHE BOOMが2002年6月5日に発表した27枚目のシングル。

## 解説
2002年～2003年のライブツアー「この青い空の下で」のテーマソングになった。ボーナス・トラックに、KICK THE CAN CREWがラップで参加、リニューアルされた「いいあんべえ（monoaural mix）」収録。CD EXTRA仕様として「島唄」のライブ映像収録。「さとうきび畑」は森山良子の曲をカバー。2002年春に宮沢が沖縄のとある小学校を訪問、一緒にレコーディングを行った。

## 収録曲
1. この街のどこかに
作詞・作曲：宮沢和史
2. さとうきび畑
作詞・作曲：寺島尚彦
3. いいあんべえ（monoaural mix） featuring KICK THE CAN CREW
作詞・作曲：宮沢和史&KICK THE CAN CREW